# ヴィルヘルム・ハインリヒ (ナッサウ＝ザールブリュッケン侯)
ヴィルヘルム・ハインリヒ（Wilhelm Heinrich, 1718年3月6日 - 1768年7月24日）は、ナッサウ＝ザールブリュッケン侯（在位：1735年 - 1768年）。

## 生涯
ヴィルヘルム・ハインリヒは、ナッサウ＝ウージンゲン侯ヴィルヘルム・ハインリヒとシャルロッテ・アマーリア・フォン・ナッサウ＝ディレンブルクの五男としてウージンゲンで生まれた。父親はヴィルヘルム・ハインリヒが生まれる数週間前に亡くなった。その後、母シャルロッテ・アマーリアが1738年に亡くなるまで後見人および摂政を務めた。シャルロッテ・アマーリアは包括的な教育を施し、息子たちをカルヴァン派として育てた。1730年および1731年に、ヴィルヘルム・ハインリヒと兄カールはストラスブール大学に入学し、さまざまな教師から教えを受けた。おそらくヴィルヘルム・ハインリヒは、カルヴァン派の学生の間で人気のあったジュネーヴ大学にもしばらく留学したと思われる。ヴィルヘルム・ハインリヒはグランドツアーとしてフランスのルイ15世の宮廷などを訪れた。
母親の死後、ヴィルヘルム・ハインリヒが1741年に成人するまで、兄カールが摂政を務めた。1741年、兄弟は遺産を分割することを決定した。兄カールはライン川右岸のナッサウ＝ウージンゲンを、ヴィルヘルム・ハインリヒは左岸のナッサウ＝ザールブリュッケンを手に入れた。当時、ナッサウ＝ザールブリュッケンの面積は約31平方キロメートル、人口は22,000人であり、神聖ローマ帝国で最も小さな侯領の一つであった。

## 政治および経済
親政を開始して間もなく、ヴィルヘルム・ハインリヒはロワイヤル＝アルマン連隊とともにオーストリア継承戦争に参加した。1742年、カール7世の戴冠式でフランクフルトに滞在中に、ヘッセン＝ダルムシュタット方伯に連隊を売却した。この訪問中に、ヴィルヘルム・ハインリヒは将来妃となるゾフィー・フォン・エアバッハ＝エアバッハにも会った。
その後、ヴィルヘルム・ハインリヒは再び自身の軍隊を率いて七年戦争に参加した。ヴィルヘルム・ハインリヒは大きな隣国であるフランスと緊密な関係を持っており、頻繁にパリに旅行し、元帥への昇進を含む軍における称号を与えられた（これは当時の支配貴族にとって通例のことであった）。
ヴィルヘルム・ハインリヒは行政と司法を改革した。行政と司法を分離し、当時の啓蒙絶対主義者にいくつかの命令を出した。これらには、官房主義的な経済政策が含まれていた。税金を標準化する措置を講じ、オーストリアにならって現代的な地籍を導入した。また、ジャガイモの栽培や害虫駆除などの近代的な農業法も推進した。石炭採掘と鉄精錬にも携わり、鉱山を国有化し、製鉄所をセール・ベールなどの起業家に貸した。ヴィルヘルム・ハインリヒは、後にザールラントにおいて高度に工業化が進むプロト工業化経済の基礎を築いた。しかし収入の増加にもかかわらず、建設活動への多額の出費のため、財政状況は改善されなかった。ヴィルヘルム・ハインリヒはザールブリュッケンで亡くなった。

## 居城の拡張

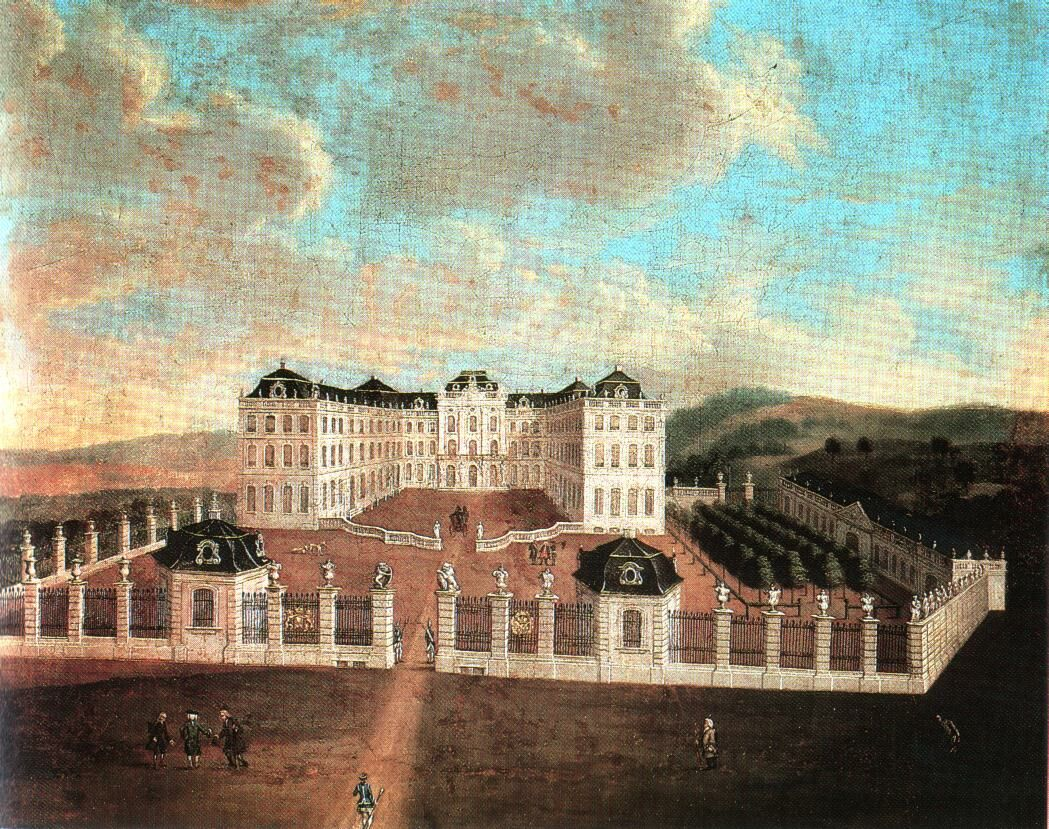
ザールブリュッケン城

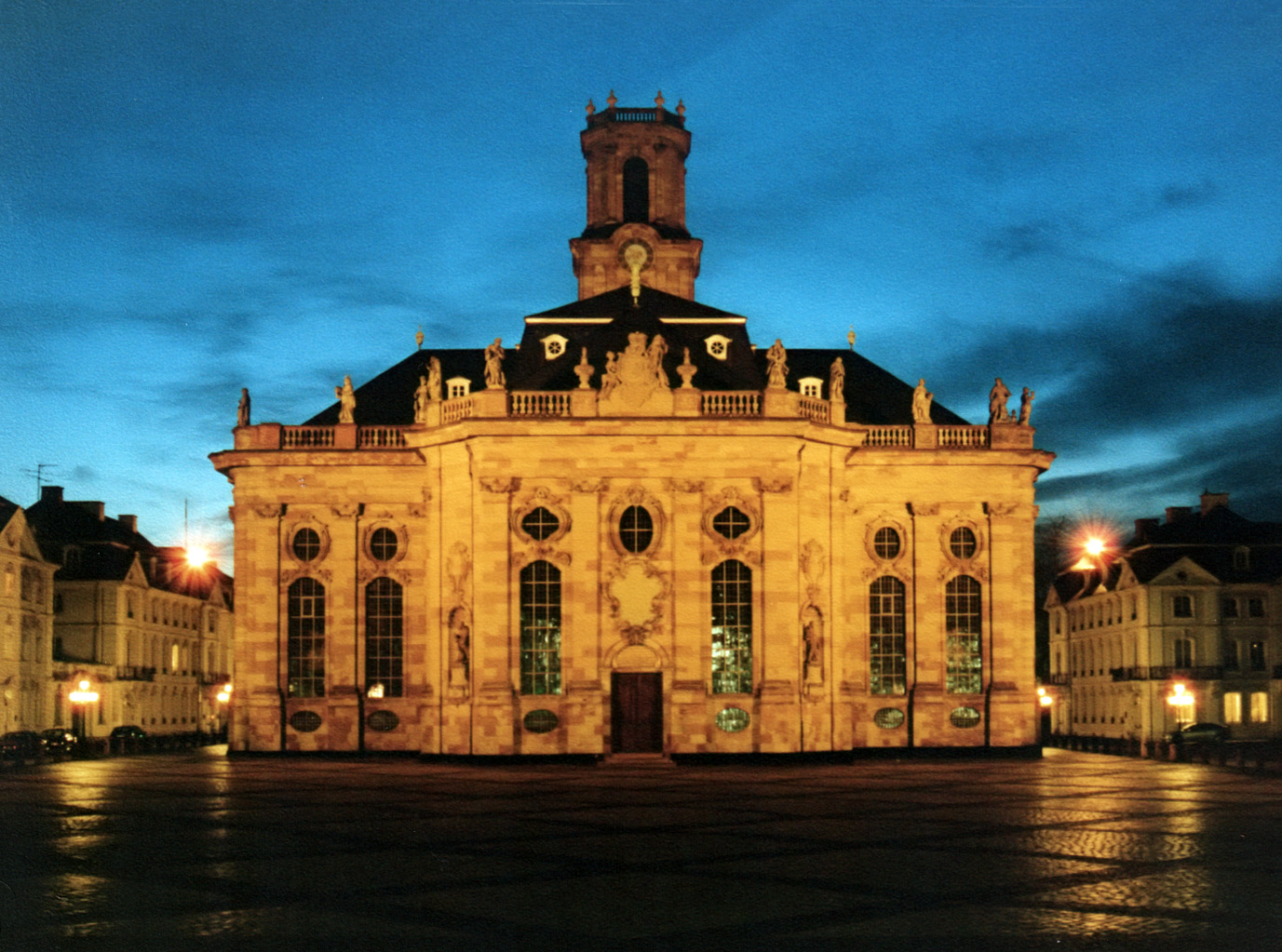
ルートヴィヒ教会

ヴィルヘルム・ハインリヒの統治がの始まりとともに、ヴィルヘルム・ハインリヒとその家族、一部の貴族はウージンゲンからザールブリュッケンに移り、首都の開発を始めた。この都市は三十年戦争と再統合戦争により深刻な被害を受けていた。ザールブリュッケンの街はバロック様式の首都として建築家フリードリヒ・ヨアヒム・シュテンゲルによって再設計・拡張された。この時代の注目すべき建物は、ザールブリュッケン城、ルートヴィヒ教会、聖ヨハネ大聖堂であった。また、多くの宮殿やタウンハウスも建築させた。しかしこの壮大な都市の建設により莫大な借金を負うこととなり、息子であり後継者であるルートヴィヒはそれに対処しなければならなかった。しかし、ザールブリュッケンの街には今でもヴィルヘルム・ハインリヒの建築物が多く残されており、その記憶をとどめている。また、公領の田園地帯にイェーガースベルク城などのさまざまな狩猟館や居城を建設した。

## 啓蒙専制君主としてのヴィルヘルム・ハインリヒ
ヴィルヘルム・ハインリヒおよび同時代の諸侯らは、啓蒙絶対主義政策の可能性と限界を示した。ヴィルヘルム・ハインリヒは、法改正、経済刺激の継続、宗教的寛容の実行という啓蒙的原則を主張したが、同時に、国民が政府に積極的に参加することを禁じ、生活のあらゆる分野を膨大な規制により制限しようとした家父長制的な統治者であり続け、社会的抗議活動を厳しく弾圧した｛。

## 結婚と子女

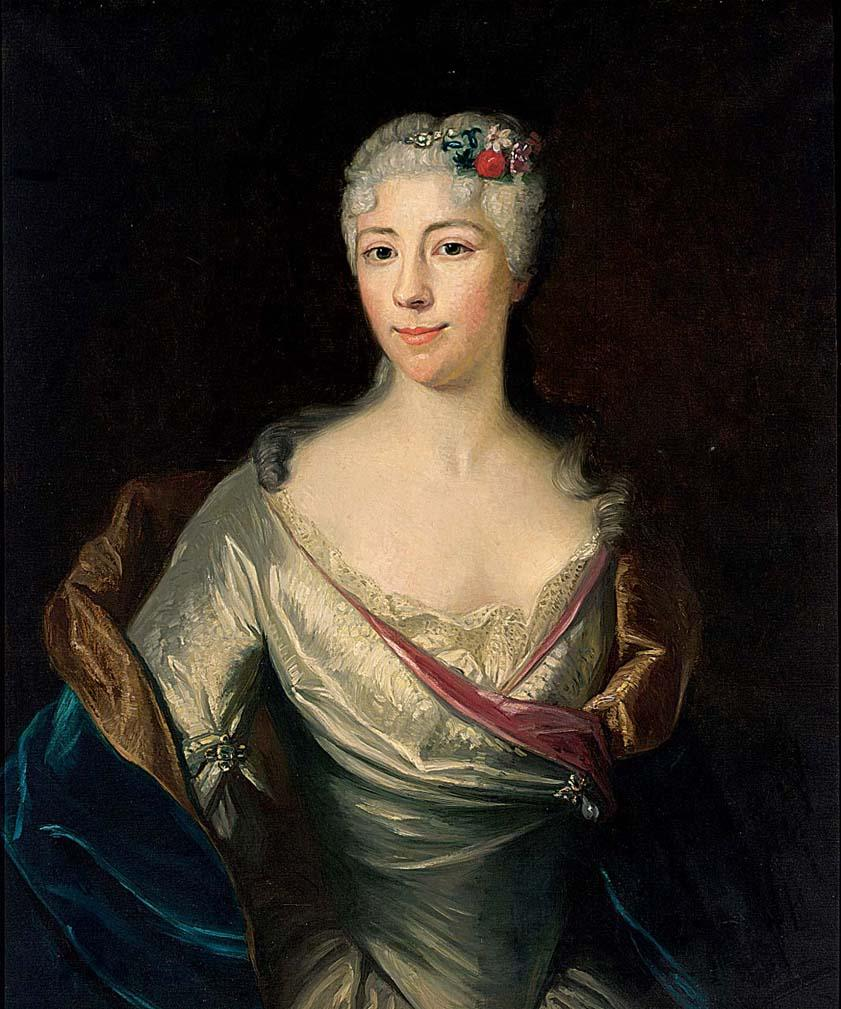
ゾフィー・フォン・エアバッハ＝エアバッハ（作者不明、1750年頃）

ヴィルヘルム・ハインリヒは、1742年2月28日にエアバッハにおいてエアバッハ伯ゲオルク・ヴィルヘルムの娘で、エアバッハ＝フュルステナウ伯ゲオルク・アルブレヒト2世の孫娘であるゾフィー（1725年 - 1795年）と結婚した。夫妻の間には以下の子女が生まれた。
- ゾフィー・アウグステ（1743年 - 1745年）
- ルートヴィヒ（1745年 - 1794年） - ナッサウ＝ザールブリュッケン侯
- フリードリヒ・アウグスト（1748年 - 1750年）
- アンナ・カロリーネ（1751年 - 1824年） - 1769年にシュレースヴィヒ＝ホルシュタイン＝ゾンダーブルク＝グリュックスブルク公フリードリヒ・ハインリヒ・ヴィルヘルムと結婚、1782年にブラウンシュヴァイク＝ヴォルフェンビュッテル＝ベーヴェルン公フリードリヒ・カール・フェルディナントと結婚。
- ヴィルヘルミーネ・ヘンリエッテ（1752年 - 1829年） - 1783年にソイエクール＝フキエール侯ルイ・アルマン・ド・セーグリエールと結婚